# Ted Arcidi
Theodore Arcidi, detto Ted (Buffalo, 16 giugno 1958), è un ex sollevatore, ex wrestler e attore statunitense, celebre, oltre che come lottatore, anche come primo uomo ad avere stabilito il record mondiale di sollevamento pesi su panca in competizioni ufficiali, con oltre 320 Kg sollevati.
Figlio di un'infermiera e di un medico e primo di sette figli, Ted è nato a Buffalo, New York, e ha preso una strada diversa dalla tradizione accademica di famiglia. Ha lasciato la scuola di odontoiatria della Tufts University per dedicarsi allo sport del powerlifting. Si è laureato alla Norwich University nel 1982.

## Carriera

### Sollevamento pesi
Ted Arcidi ha sollevato 320 kg il 3 marzo 1985 al Budweiser World Record Breakers di Gus Rethwisch a Honolulu, Hawaii, per un record mondiale APF e USPF, per diventare il primo uomo a mettere in panchina oltre 705 libbre in una competizione di powerlifting ufficialmente riconosciuta. Poi, dopo essere stato lontano 5 anni e mezzo dalle competizioni a causa della sua carriera di wrestling, è tornato alla ribalta del decennio. Pesando attualmente 292 libbre (132 kg), Arcidi ha stabilito un altro record mondiale con un'incredibile panca da 718,1 libbre alla panca APF Invito alla stampa il 30 settembre 1990 a Keene, New Hampshire. Il 14 settembre 1991, a una gara di Mr. Olympia, si affrontò faccia a faccia con il suo più grande rivale, Anthony Clark, per determinare chi fosse il più grande sollevatore del mondo. Arcidi ha sconfitto il molto più forte Clark (alto 173 cm per 375 libbre, cioè 170 kg), sollevando 725 libbre dal petto per stabilire un nuovo, ma controverso, record mondiale. Quel tentativo è stato successivamente squalificato dopo che è stato rivelato che Arcidi non era riuscito a bloccare le sue braccia a causa di speroni ossei nei gomiti che si era fatto impiantare con un intervento chirurgico.

### Wrestling
Arcidi esordì come lottatore di wrestling nella World Wrestling Federation di Vince McMahon a fine 1985. Arcidi si scontrò con altri "strongmen" come Tony Atlas e Hercules Hernandez durante il suo stint e partecipò alla WWF/NFL Battle Royal svoltasi a WrestleMania 2. Durante il suo periodo in WWF nel 1986, affrontò il veterano Big John Studd al Boston Garden. Durante il match, Studd lo colpì volutamente in modo "stiff" e mostrando disprezzo per qualcuno che vedeva come nient'altro che un sollevatore di pesi senza abilità di lottatore che non aveva posto in un ring di wrestling professionale.
Arcidi fu rilasciato dalla WWF quando Ken Patera (dopo un periodo di due anni in carcere) tornò nella federazione, perché Vince McMahon non voleva due uomini presentati entrambi come "World's Strongest Man". Anche se la sua comparsata nel mondo del wrestling fu fugace, Arcidi ebbe l'opportunità di essere ritratto sotto forma di action figure prodotta dalla LJN Toys per la linea Wrestling Superstars. L'ultimo suo match in WWF fu contro Jake Roberts il 14 febbraio 1987 a Calgary, Alberta.
Una volta fuori dalla WWF, si trasferì in Canada dove lottò per breve tempo nella Stampede Wrestling di Stu Hart. Poi fu la volta della World Class Championship Wrestling di Dallas, Texas, dove si faceva chiamare "Mr. 705" (in riferimento al suo record su panca di 705 pounds). In WCCW il suo manager era Percival Pringle III ed era membro della stable di wrestler che includeva anche Rick Rude, Dingo Warrior e Cactus Jack Manson. Il 31 agosto 1987 Arcidi conquistò il Texas Heavyweight Championship vincendo una battle royal per l'assegnazione del titolo che era stato reso vacante, e lo detenne fino al 10 novembre dello stesso anno quando fu sconfitto da Matt Borne. Nel 1990 lasciò la federazione.

## Titoli e riconoscimenti
- World Class Wrestling Association
  - WCWA Texas Heavyweight Championship (1)[3][4]

## Filmografia
- Prince of Central Park, regia di John Leekley (2000)
- Don McKay, regia di Jake Goldberger (2009)
- The Imperialists Are Still Alive! (2010)
- The Town, regia di Ben Affleck (2010)
- The Fighter, regia di David O. Russell (2010)
- The A Plate (2011)
- Cose nostre - Malavita (The Family), regia di Luc Besson (2013)
- Donald Cried (2016)
- Born Guilty (2017)
- The Equalizer 2 - Senza perdono (The Equalizer 2), regia di Antoine Fuqua (2018)